# Моріс Тедьє
Моріс Тедьє (фр. Maurice Thédié, 29 січня 1896, Пюто — 2 липня 1944, Дахау) — французький футболіст, нападник, півзахисник. Відомий виступами, зокрема, в складі клубів «Ред Стар», «Ам'єн» і національної збірної Франції. Володар Кубка Франції.

## Життєпис
Виступав у складі паризького клубу «Ред Стар». Двічі перемагав у чемпіонаті Парижа. В 1921 році став володарем Кубка Франції, хоча сам Тедьє у фіналі не грав. В 1922 році «Ред Стар» знову виграв Кубок Франції. Цього разу Моріс грав у фіналі, а «Ред Стар» переміг «Ренн» з рахунком 2:0.
З 1922 по 1929 рік виступав у клубі «Ам'єн». Клуб в цей час двічі здобував перемогу в чемпіонаті Півночі Франції — в 1924 і 1927 роках.
22 березня 1925 року дебютував у офіційному матчі збірної Франції в поєдинку проти збірної Італії, що завершився поразкою 0:7. За кілька днів до цього 19 березня грав у матчі проти, фактично, збірної Уругваю, що завершився нічиєю 0:0, але цей матч не входить до офіційного реєстру ФІФА, адже уругвайська команда виступала під назвою збірної Монтевідео.
Закінчував кар'єру в іншому клубі з міста Ам'єн — «Стад Ам'єн».
19 травня 1944 року заарештований гестапо і ув’язнений у цитаделі Ам'єна, а потім у таборі Руальє поблизу міста Комп'єнь. Загинув 2 липня 1944 року в поїзді, який прямував до Дахау.. Нині в Ам'єні його ім'ям названо вулицю. Також його ім'ям називався стадіон в Ам'єні, але пізніше він був перейменований.

## Досягнення
- Володар Кубка Франції: (2)

«Ред Стар»: 1920-21, 1921-22
- Переможець чемпіонату Парижа: (2)

«Ред Стар»: 1920, 1922
- Переможець Північної ліги Франції: (2)

«Ам'єн»: 1924, 1927

## Статистика виступів

### Статистика виступів за збірну
| Дата       | Місто | Господарі | Результат | Гості   | Турнір           | Голи | Примітки |
| ---------- | ----- | --------- | --------- | ------- | ---------------- | ---- | -------- |
| 22/03/1925 | Турин | Італія    | 7 – 0     | Франція | товариський матч | -    |          |
| Усього     |       | Матчів    | 1         |         | Голів            | 0    |          |